# The Mistress of Spices
Pour plus de détails, voir Fiche technique et Distribution.
The Mistress of Spices est un film américano-britannique réalisé en 2006 par Paul Mayeda Berges (en) d'après le roman La Maîtresse des épices de Chitra Banerjee Divakaruni.

## Synopsis
Tilo, une jeune indienne qui vit à San Francisco, gère une petite boutique d'épices. De drôles d'épices magiques qui ont la faculté de guérir tous les maux. Pour que ces épices soient efficaces, elle ne doit jamais sortir de sa boutique, ne doit jamais toucher un être humain et ne doit jamais tomber amoureuse. Mais un jour... elle tombe amoureuse d'un Américain ayant passé le pas de sa porte. 

## Fiche technique
- Titre : The Mistress of Spices
- Réalisation : Paul Mayeda Berges
- Scénario : Gurinder Chadha, Paul Mayeda Berges d'après le roman de Chitra Banerjee Divakaruni
- Musique : Craig Pruess
- Photographie : Santosh Sivan
- Montage : Alex Rodríguez
- Production : Gurinder Chadha et Deepak Nayar
- Société de production : Kintop Pictures, Balle Pictures, Capitol Films, Ingenious Film Partners, Isle of Man Film et Spices Productions Ltd.
- Pays :  Royaume-Uni,  États-Unis et  Inde
- Genre : Drame et romance
- Durée : 92 minutes
- Dates de sortie :
  -  Canada : 11 septembre 2005 (festival international du film de Toronto)
  -  États-Unis : 21 avril 2006

## Distribution
- Aishwarya Rai Bachchan : Tilo
- Dylan McDermott : Doug
- Nitin Ganatra : Haroun
- Adewale Akinnuoye-Agbaje : Kwesi
- Caroline Chikezie : Myisha
- Anupam Kher : Grand-père de Geeta
- Shaheen Khan : Mère de Jagjit
- Sonny Gill Dulay : Jagjit
- Nina Young : Mère de Doug
- Toby Marlow : Doug (jeune)
- Padma Lakshmi : Geeta
- Zohra Sehgal : Première mère
- Paul Battacharjee : Satish
- Ayesha Dharker : Hameeda
- Rebecca Bowden
- Harvey Virdi : Mère de Geeta
- Cosima Shaw : Ex petite amie de Doug
- Antony Zaki : Doctor
- Bansree Madhani : Tilo (jeune)